# Naturschutzgebiet Rothsteinsmoor
Das Naturschutzgebiet Rothsteinsmoor liegt im Hamburger Stadtteil Langenhorn in der Nähe des Hamburger Flughafens an der Grenze zu Schleswig-Holstein.
Das circa neun Hektar große Naturschutzgebiet besteht aus den Resten einer Hochmoorlandschaft, aus Heideflächen, Laubwald und einer Binnendüne.
Im Moorgebiet gibt es einen großen Bestand des Gagelstrauchs, der auf der Roten Liste der gefährdeten Pflanzenarten steht.
Das Gelände erhielt am 20. Oktober 2009 seinen Schutzstatus und wird vom NABU betreut.

## Graben
Durch das Naturschutzgebiet verläuft ein Ringgraben. Dieser verläuft von der Zeppelinstraße zum Krohnstieg (Ring 3). Ihm wird über eine Pumpe Wasser der Tarpenbek zugeführt. Er dient dazu, den ungeregelten Zutritt aus dem Bereich des Jugendparks bzw. vom Kronstieg zu unterbinden.

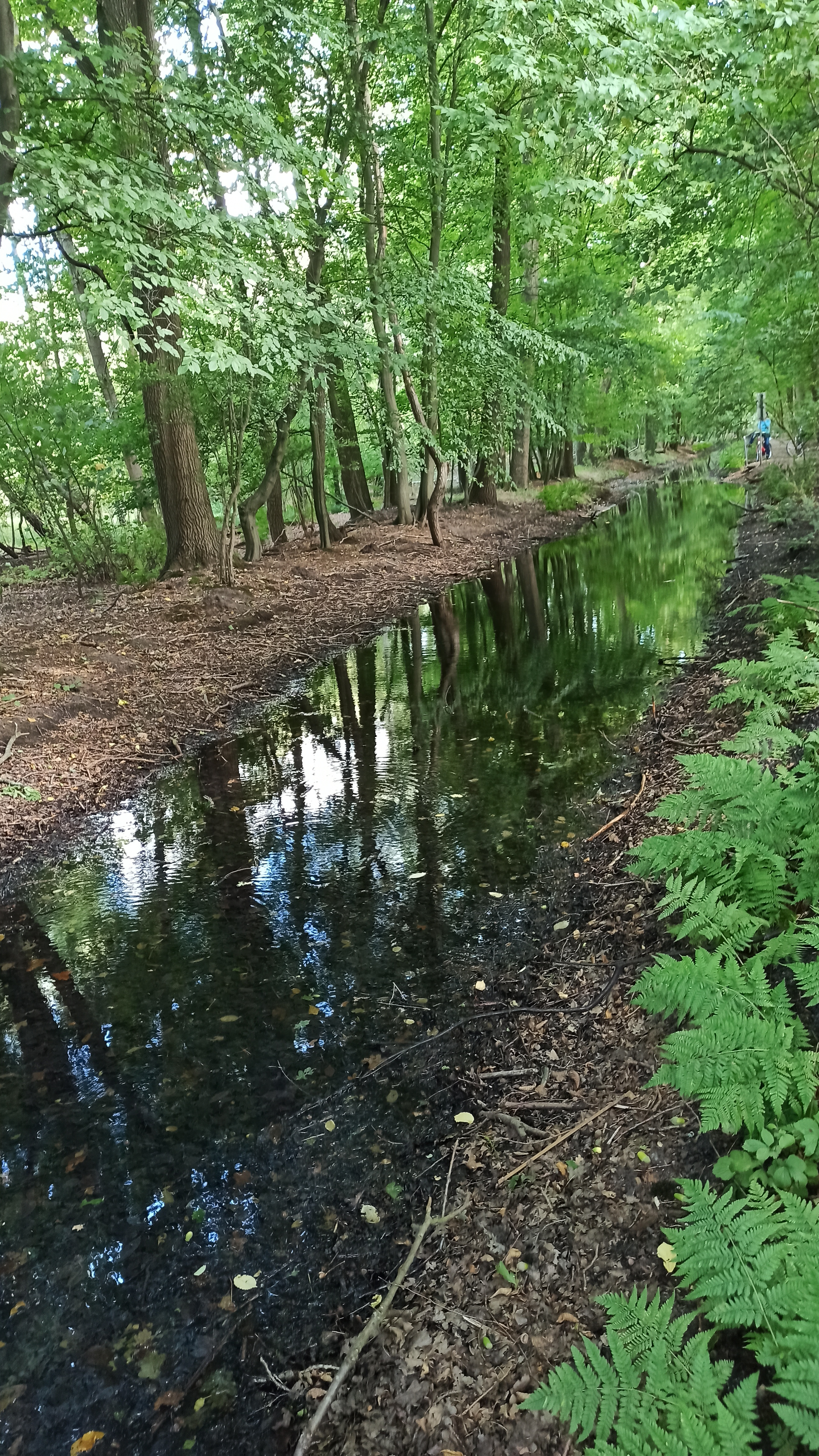
Der Graben Rothsteinsmoor nahe der Zeppelinstraße
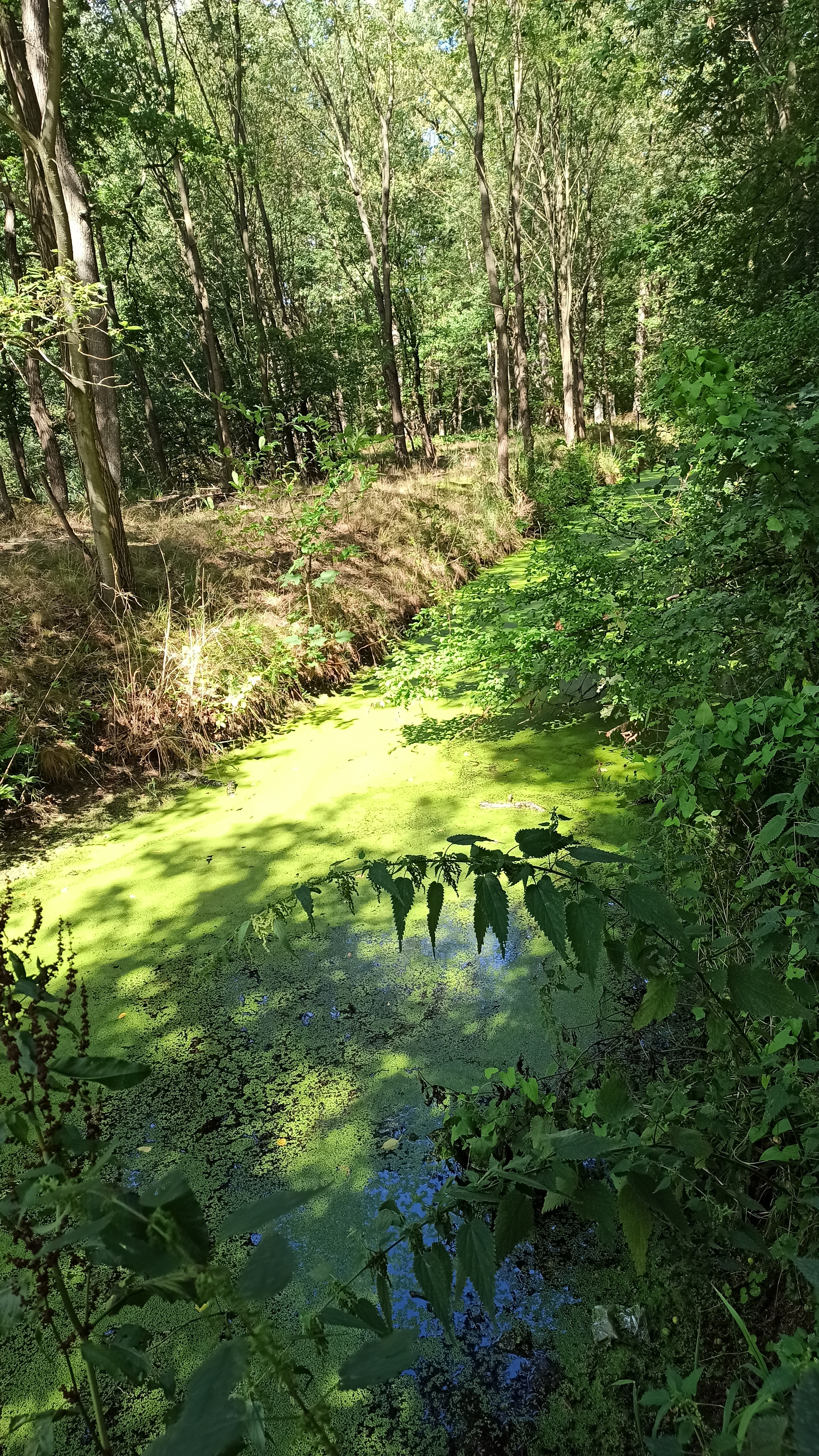
Der Graben Rothsteinsmoor nahe dem Krohnstieg
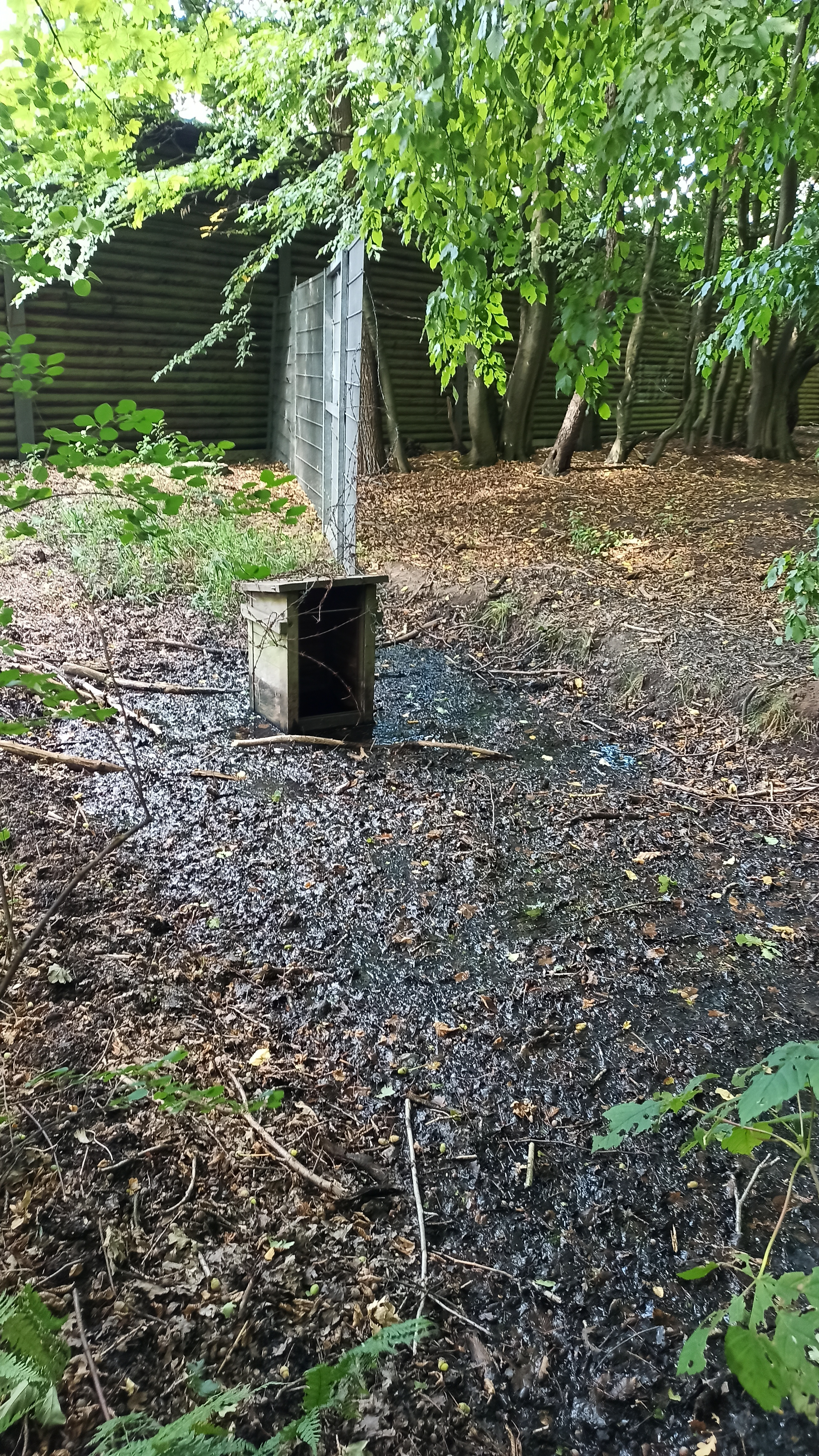
Ende des Grabens an der Zeppelinstraße